# Томазо Джованні Альбіноні
Тома́зо Джова́нні Альбіно́ні (італ. Tomaso Giovanni Albinoni; 8 червня 1671 — 17 січня 1751) — італійський композитор епохи Бароко. За життя був відомий головним чином як автор численних опер, проте в наш час[коли?] є популярною, і регулярно виконується, головним чином його інструментальна музика. Приписуване йому Адажіо соль мінор (насправді пізня «реконструкція») — один з найчастіше виконуваних творів музики бароко.

## Біографія
Народився у Венеції в заможній купецькій родині. 1694 року написав свій «Опус 1», який присвятив кардиналу Оттобоні. З 1700 року служив у герцога Мантуї Фернандо Карло як скрипаль, якому присвятив свій «Опус 2». 1701 року написав Опус 3 що став дуже популярним, і присвятив його великому герцогу Тосканському Фердинанду III.
У 1705 році Альбіноні одружився. На цей час він здобув славу як оперний композитор у багатьох містах Італії, одночасно створюючи у великій кількості інструментальну музику. До 1705 року він писав переважно тріо сонати і скрипкові концерти, пізніше, до 1719 року, складав соло сонати та концерти для гобоя.
На відміну від більшості композиторів того часу, наскільки відомо, Альбіноні ніколи не прагнув отримати посаду при дворі або церкві, але мав власні кошти і можливість складати музику незалежно.
У 1722 році Максиміліан II Емануїла курфюрст Баварії, якому Альбіноні присвятив цикл із 12 сонат, запросив його керувати своєю оперою.
У 1742 році збори скрипкових сонат Альбіноні було опубліковано у Франції у вигляді посмертного видання, тому дослідники довгий час вважали, що до того часу Альбіноні був мертвий. Пізніше з'ясувалося, однак, що він жив у Венеції в безвісти: запис з парафії Св. Варнави, де Альбіноні народився, стверджує, що він помер у 1751 році «у віці 84 років» (ймовірно, помилка) від цукрового діабету.

## Творчість
Альбіноні є автором близько 50 опер, 28 з яких були поставлені у Венеції між 1723 і 1740 рр.., проте сьогодні він відомий переважно завдяки інструментальній музиці, особливо концертам для гобоя.
Його інструментальна музика привернула серйозну увагу Йоганна Себастьяна Баха, який написав принаймні дві фуги на теми Альбіноні і постійно використовував його басові партії для вправ своїх учнів у гармонії.
Значна частина спадщини Альбіноні була втрачена під час Другої світової війни при загибелі Дрезденської державної бібліотеки, тому мало що відомо про його життя та музику після середини 1720-х.

## Опубліковані твори
- Op. 1 — 1694 — 12 Sonata a tre.
- Op. 2 — 1700 — 6 Sinfonias & 6 Concerti a 5.
- Op. 3 — 1701 — 12 Baletti de Camera a tre.
- Op. 4 — 1704 — 6 Sonates da chiesa для скрипки і basso continuo 1708 published by Roger à Amsterdam.
- Op. 5 — 1707 — 12 концертів для скрипки і basso continuo
- Op. 6 — 1711 — 12 sonata da camera.
- Op. 7 — 1716 — 12 концертів для 1 або 2 гобоїв та струнних.
- Op. 8 — 1721 — 6 Сонат & 6 Baletti a tre.
- Op. 9 — 1722 — 12 концертів для 1 або 2 гобоїв та струнних.
- Op. 10 — ?? — 12 скрипкових концертів

## Цікаві факти

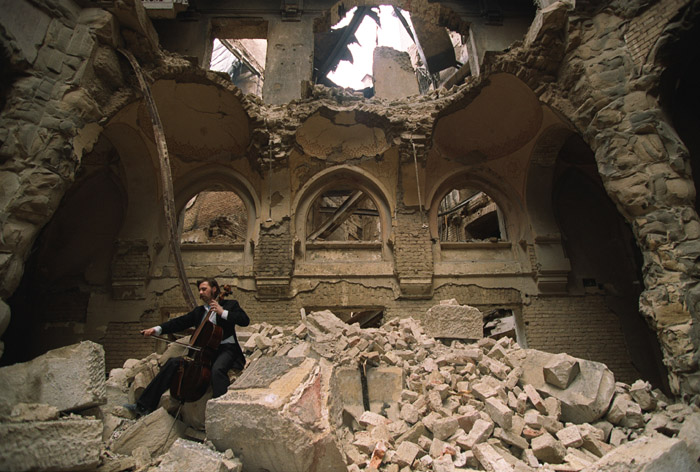
Ведран Смайлович

Ведран Смайлович, знаний як "віолончеліст Сараєво" під час облоги Сараєво він грав Адажіо Альбіноні G-мінор у зруйнованих будівлях і, часто під загрозою снайперів, грав під час похоронів.